# Olimpo (ciudad)
Olimpo (en griego antiguo: Ὄλυμπος, romanizado: Ólympos, en latín: Olympus) era una ciudad de  Licia. Estaba situada en un valle fluvial cerca de la costa. Sus ruinas se encuentran al sur de la moderna ciudad Çıralı, en el distrito Kumluca de la provincia de Antalya, al suroeste de Turquía. Junto con los yacimientos de las antiguas ciudades Fasélide e Idiro, forma parte del parque nacional Olympos Beydaglari. Los fuegos de gas perpetuos de Yanartaş se encuentran a pocos kilómetros al noroeste del yacimiento.

## Historia

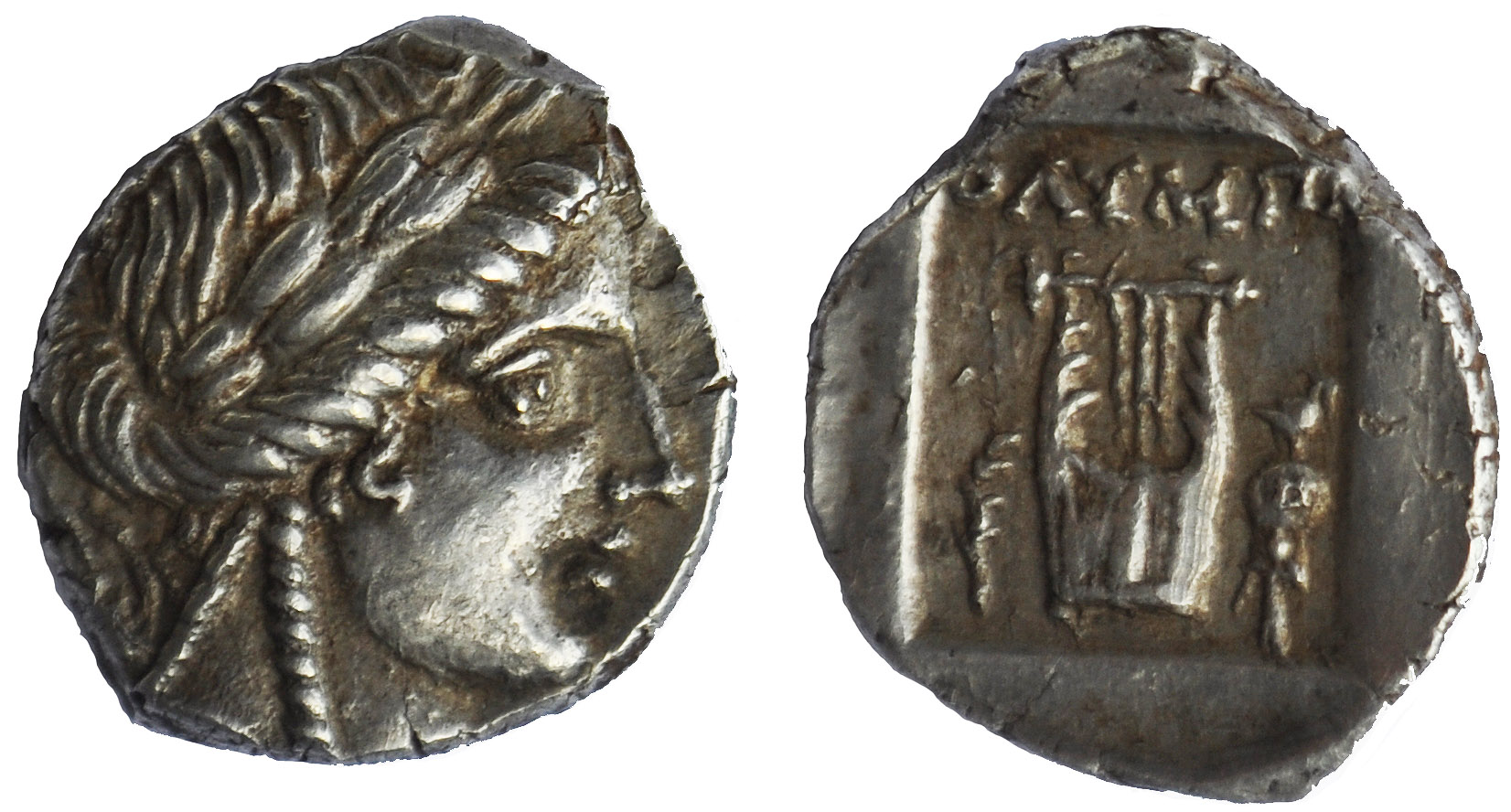
Hemidracma licia de Olimpo (aprox. 167-81 a. C.). Anv: Cabeza de Apolo. Rev: Lira, tropaión y rama.

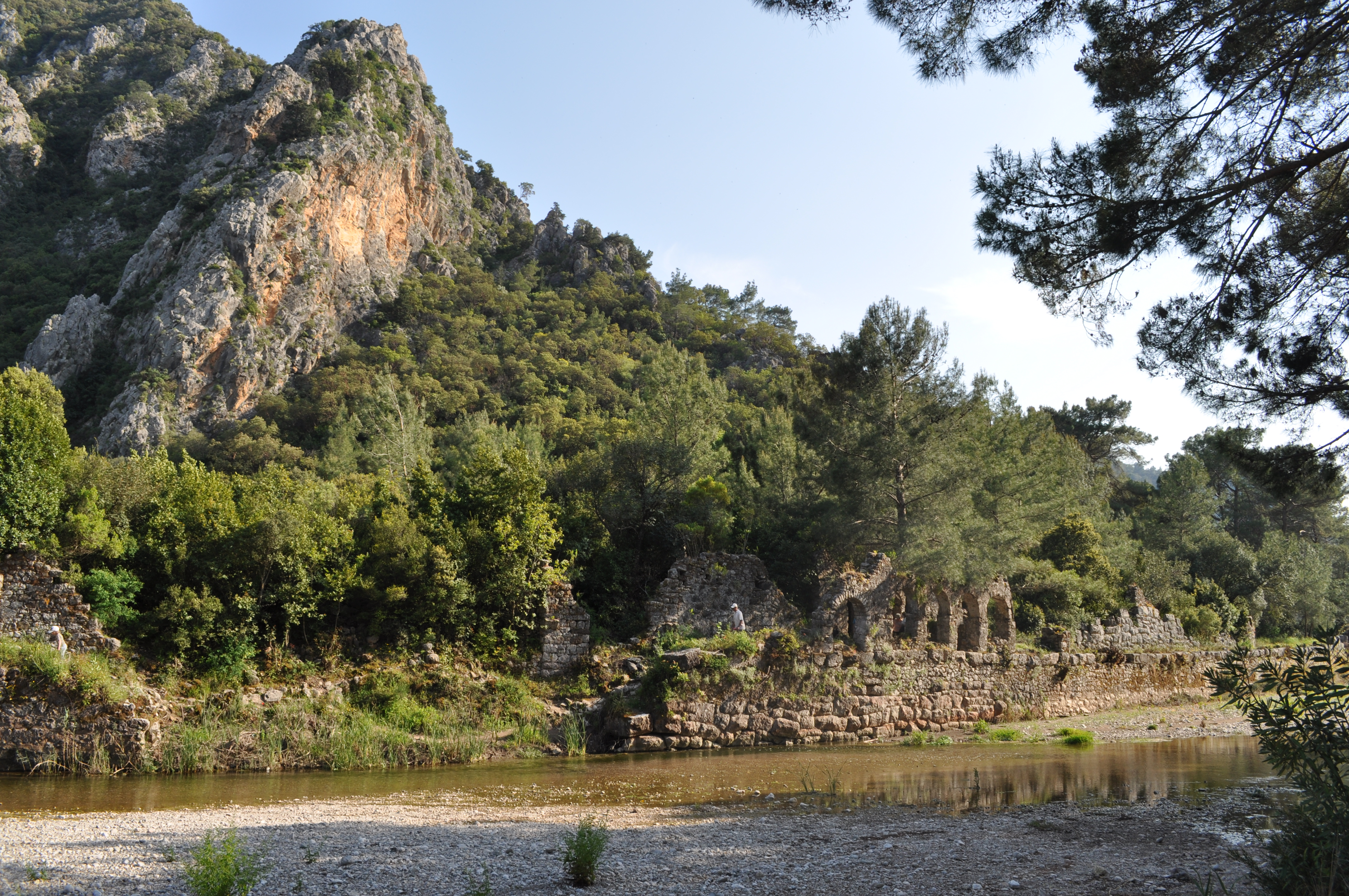
Ruinas de un baño en Olimpo.

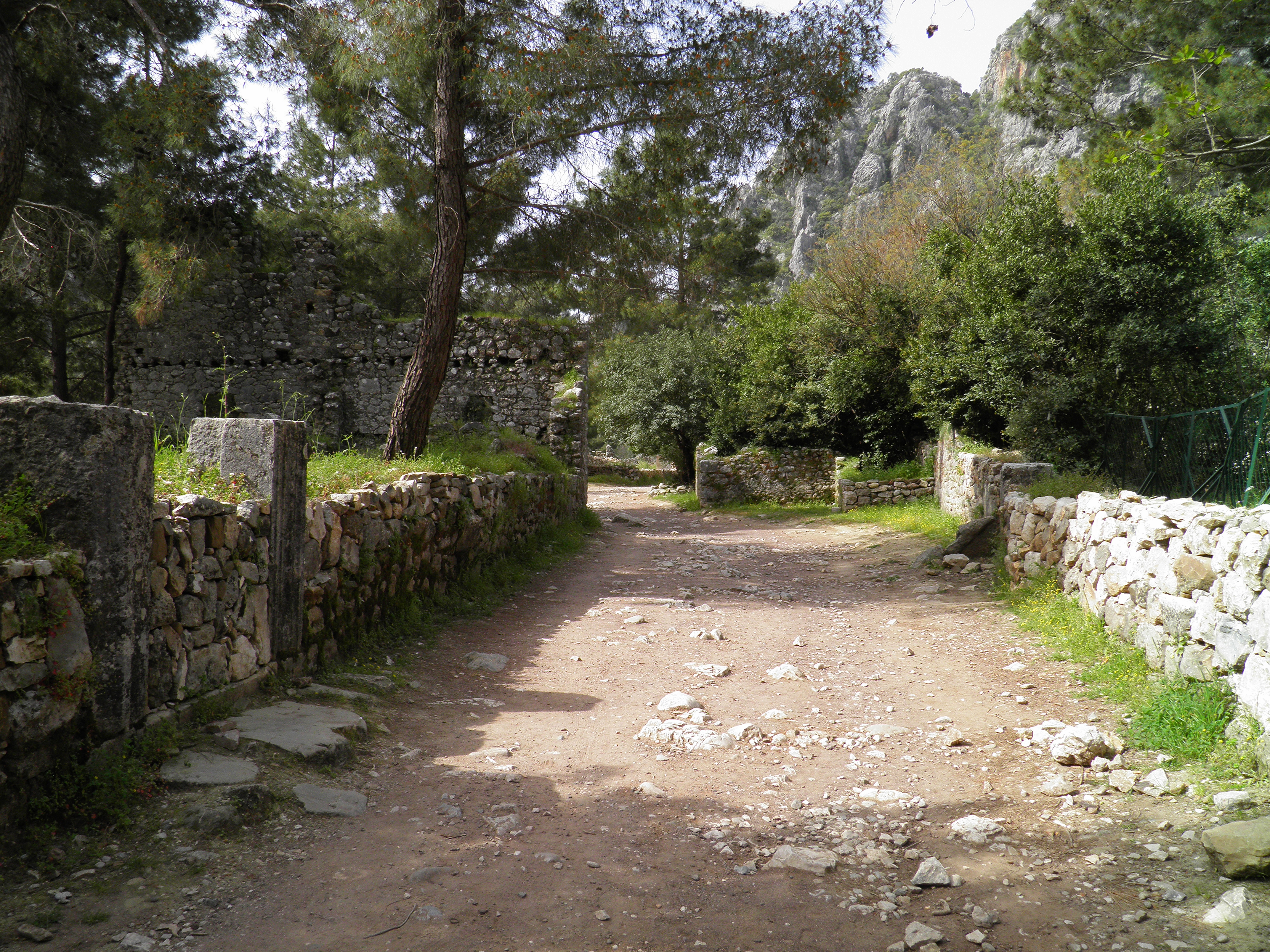
Una calle de la ciudad antigua en el Parque nacional costero de Beydağları.

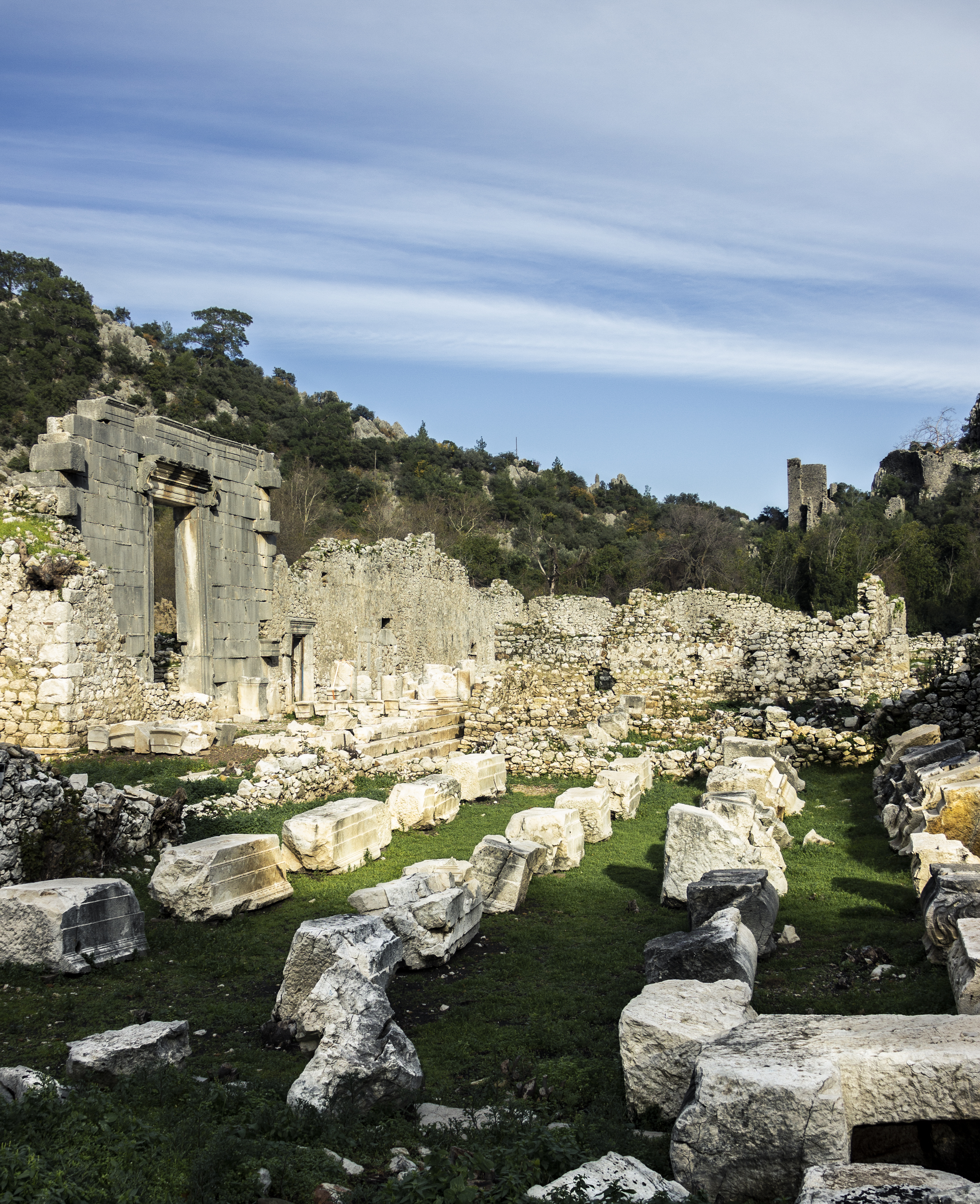
Ruinas de Olimpo en el parque nacional costero de Beydağları.

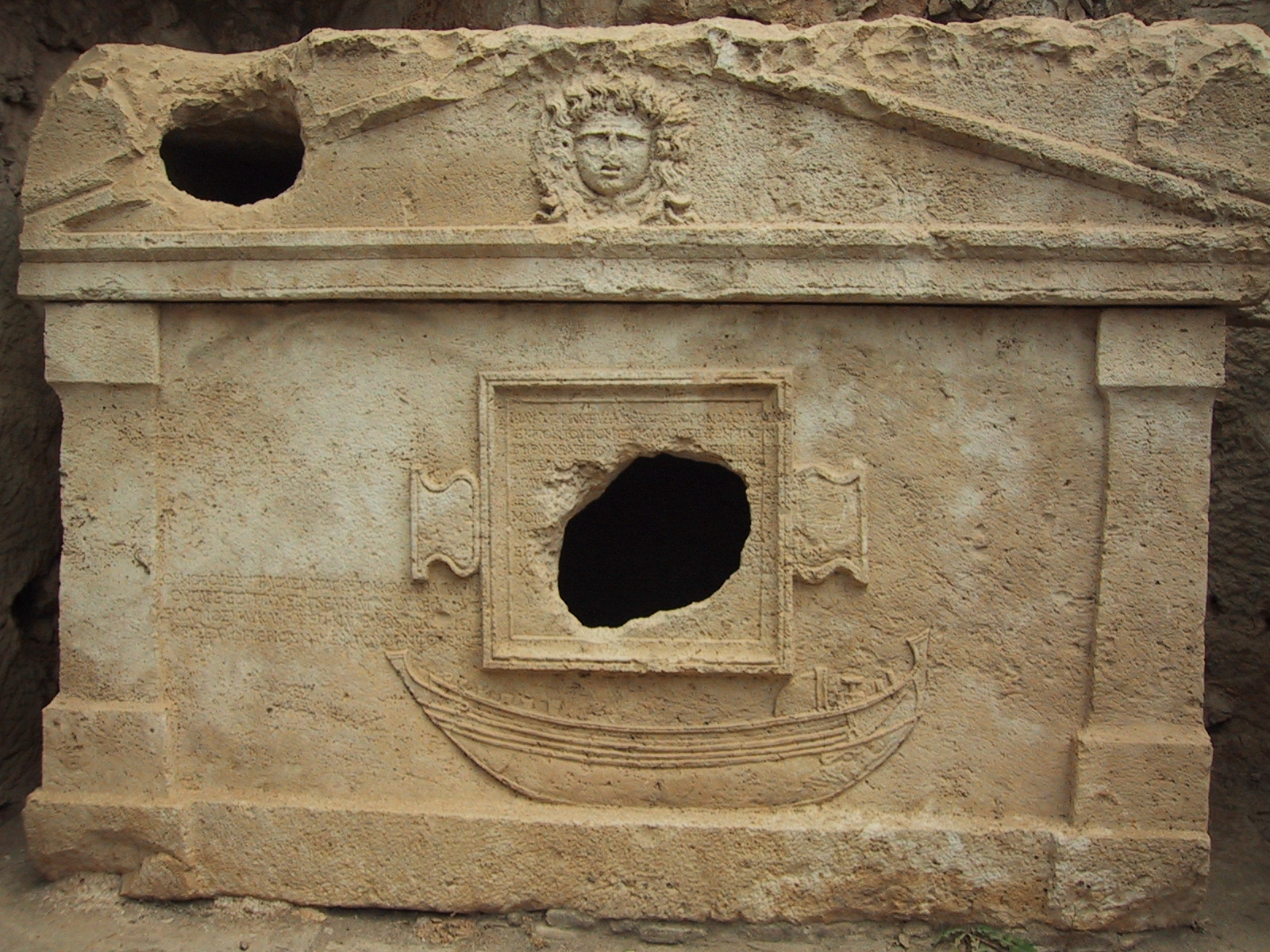
Sarcófago del capitán Eudemo.

Se desconoce la fecha exacta de la fundación de la ciudad. Un muro y una inscripción en un sarcófago se han datado a finales del siglo IV a. C., por lo que Olimpo debió fundarse como muy tarde en el periodo helenístico. Es de suponer que la ciudad tomó su nombre del cercano monte Olimpo (en turco: Tahtalı Dağı, ‘montaña de madera’), una de las más de veinte montañas con el nombre de Olimpo en el mundo clásico.
La ciudad fue miembro de la Liga Licia, pero no se sabe con certeza cuándo se unió a ella. Empezó a acuñar monedas de la Liga Licia a finales del siglo II a. C., posiblemente en la década de 130 a. C.. En esta época, Olimpo era una de las seis ciudades más grandes de la Liga, que poseían tres votos cada una en la asamblea común.
Alrededor del año 100 a. C., Olimpo comenzó a emitir sus propias monedas, separadas de las de la Liga. En ese momento piratas cilicios bajo Cenicetes se habían hecho con el control de las posesiones de Olimpo en mar Mediterráneo, que incluían Córico, Fasélide y muchos otros lugares de Panfilia. Su gobierno terminó en 78 a. C., cuando el comandante romano Publio Servilio Vatia Isáurico, acompañado por el joven Julio César, capturó Olimpo y sus otros territorios tras una victoria en el mar. Por su derrota, Cenicetes s prendió fuego a su propia casa en Olimpo y pereció.
En la época de la conquista romana, Cicerón describió Olimpo como una ciudad rica y muy decorada. Olimpo pasó entonces a formar parte de la República romana. El emperador Adriano visitó la ciudad, tras lo cual tomó el nombre de Adrianópolis (Ἁδριανούπολις) durante un periodo, en su honor.
Olimpo no aparece en el Stadiasmus Patarensis ni en el Stadiasmus Maris Magni. Sin embargo, ambos incluyen la ya mencionada Córico, descrita en las fuentes antiguas como un puerto de cierta importancia. No existen pruebas de que Olimpo fuera una ciudad marítima antes del siglo II d. C. Sobre esta base, Mustafa Adak ha argumentado que Olimpo se fundó inicialmente en el monte Olimpo, que él identifica como Musa Dağı en lugar de Tahtalı Dağı. Según su teoría, los romanos destruyeron Olimpo, tras lo cual la población se trasladó a Córico, y el nombre de Córico se cambió por el de Olimpo cuando Adriano visitó la ciudad en 131 d. C..
Durante la Edad Media, venecianos, genoveses y rodios construyeron varias fortalezas a lo largo de la costa, pero en el siglo XV, Olimpo había sido abandonada.

## Cristianismo y obispado
El cristianismo primitivo se extendió por Anatolia ya desde el siglo I, dejando rastros de su presencia por sus iglesias. En 2025 se han excavado los restos de una iglesia del siglo V que ha llamado la atención porque en un mosaico encontrado frente a su entrada se puede leer en griego antiguo: 
“Solo los que siguen el camino recto pueden entrar aquí”.
Olimpo se convirtió en un obispado cristiano, sufragáneo de la sede metropolitana de Mira, capital de la provincia romana de Licia. El primer obispo del que se tiene constancia fue san Metodio de Olimpo, cuyo servicio al frente de la iglesia de Olimpo se extendió desde finales del siglo III hasta su martirio hacia 311. Aristócrito participó en el Concilio de Éfeso en 431 y en el Concilio de Calcedonia en 451. Anatolio fue uno de los firmantes de la carta conjunta que los obispos de Licia enviaron en 458 al emperador bizantino León I el Tracio en relación con el asesinato de Proterio de Alejandría. Ioannes participó en el sínodo convocado en 536 por el patriarca Menas de Constantinopla. Pseudo-Epifanio escribe que la metrópoli de Mira tenía 36 ciudades y/u obispos dependientes de ella, incluida Olimpo.
Olimpo, que ya no es un obispado residencial, figura hoy en la Iglesia católica como sede titular.